# Karl von Graevenitz (General, 1830)
Karl Alexander Ludwig Franz Albert von Graevenitz (* 8. Juni 1830 in Ludwigsburg; † 13. März 1903 in München) war ein württembergischer General der Infanterie.

## Leben

### Herkunft
Karl war der älteste Sohn des württembergischen Oberstleutnants im Ehren-Invaliden-Corps Gustav von Graevenitz (1794–1873) und dessen Ehefrau Karoline, geborene von Martin (1808–1875). Der württembergische General der Infanterie Theodor von Graevenitz (1842–1930) war sein jüngster Bruder.

### Militärkarriere
Graevenitz besuchte das Gymnasium in Ulm, die Realschule in Ludwigsburg und ab 1845 die Kriegsschule Ludwigsburg. Danach trat er in die Württembergische Armee ein, wo er 1848 sein Leutnantspatent erhielt und an der Niederschlagung der Badischen Revolution teilnahm. Im Jahr 1854 wurde er zum Oberleutnant und 1864 zum Hauptmann befördert. Während des Krieges gegen Preußen nahm Graevenitz 1866 in der 3. Kompanie des 3. Jägerbataillons am Gefecht bei Tauberbischofsheim teil. Im Krieg gegen Frankreich kämpfte er 1870/71 als Major im II. Bataillon des 2. Infanterie-Regiments vor der Festung Lichtenberg, bei der Belagerung von Paris, dem Gefecht am Mont Mesly, bei Villiers und Le Pant. Während der Beschießung von Lichtenberg, kletterte Graevenitz mit den vordersten Schützen der 7. und 8. Kompanie seines Bataillons im feindlichen Feuer einen steilen Felsabhang hinauf bis an die Palisaden der Festung. Dort erhielt er den Befehl sich wieder zurückzuziehen, was er dann auch tat. Für sein Wirken erhielt er das Eiserne Kreuz II. Klasse.
Nach dem Krieg wurde er in das Infanterie-Regiment „König Wilhelm I.“ (6. Württembergisches) Nr. 124 versetzt und 1874 zum Oberstleutnant befördert. Das Patent zu diesem Dienstgrad erhielt er im Jahr darauf. Anschließend wurde er mit der Führung des Infanterie-Regiment „Kaiser Wilhelm, König von Preußen“ (2. Württembergisches) Nr. 120 beauftragt, 1876 zum Regimentskommandeur ernannt und 1878 zum Oberst befördert. 1884 wurde Graevenitz als Generalmajor Kommandeur der 53. Infanterie-Brigade (3. Königlich Württembergische). Dort wurde er am 18. August 1888 zum Generalleutnant befördert und im November 1888 als Kommandeur der 12. Division in Neiße nach Preußen kommandiert. Unter Entbindung von diesem Kommando wurde Graevenitz am 17. November 1890 in Genehmigung seines Abschiedsgesuches mit Pension zur Disposition gestellt und König Karl würdigte ihn mit dem Komturkreuz seines Militärverdienstordens. Am 30. November 1895 erhielt er noch den Charakter als General der Infanterie.

### Familie
Graevenitz heiratete am 31. Mai 1856 in Ludwigsburg Sophie Hörning (1837–1864). Nach ihrem frühen Tod heiratete er am 29. Oktober 1867 in Esslingen am Neckar Mathilde Merkel (1845–1910), eine Tochter des Textilfabrikanten Johannes Merkel. Aus den Ehen gingen folgende Kinder hervor:
- Karl (1859–1925), württembergischer Generalleutnant
⚭ 15. Februar 1890 Clara Gaertner (1866–1890)
⚭ 1893 Ursula von Arnim (1872–1928)
- Friedrich (1861–1922), württembergischer General der Infanterie ⚭ 1888 Marianne Klotz (1867–1940)
- Johanna (1878–1968) ⚭ 1902 Wilhelm von Guttenberg (1864–1923)